# 柚子胡椒

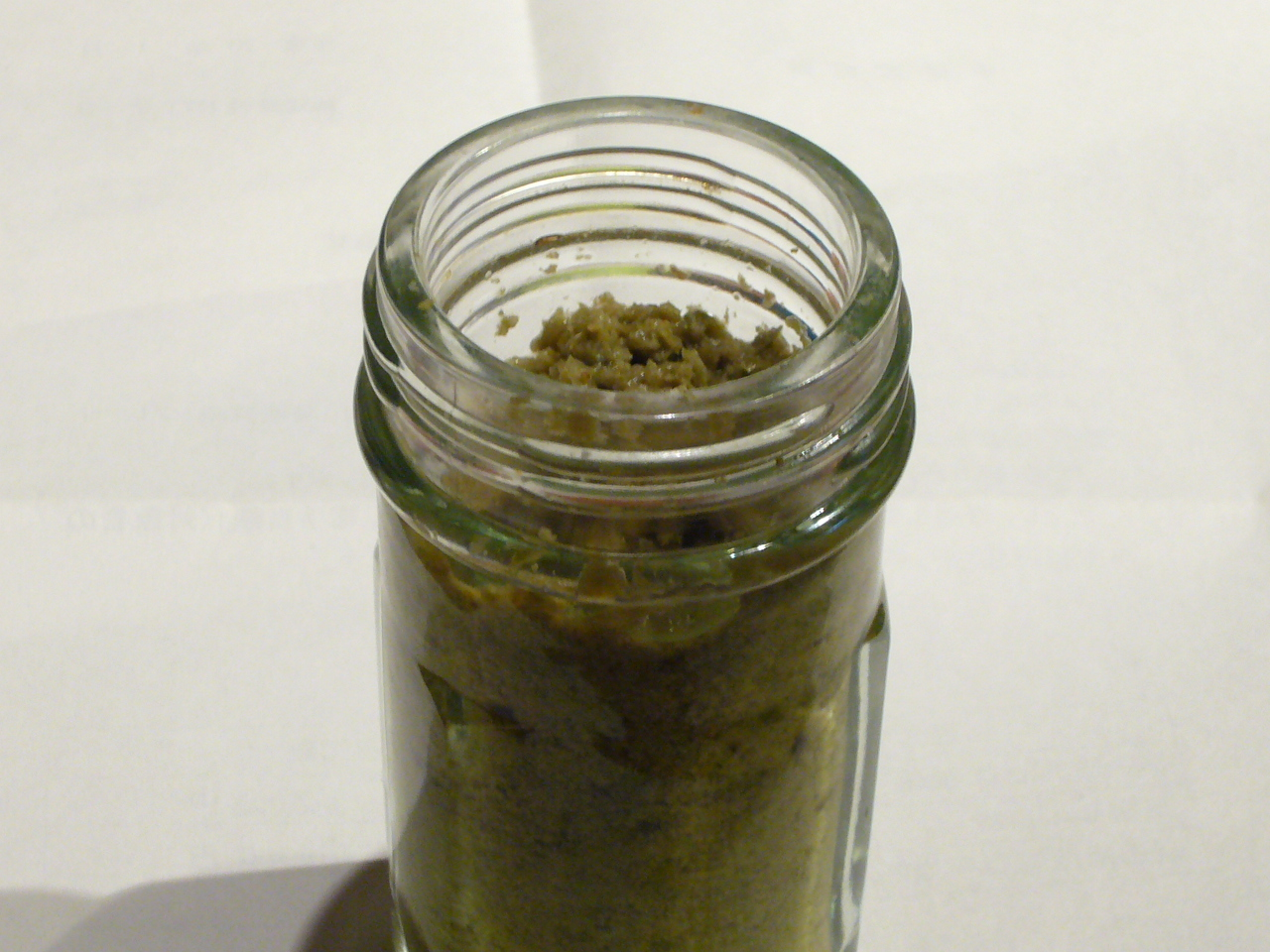
一罐柚子胡椒

柚子胡椒（日语：／ Yuzukoshō (Yuzugoshō) */?），是一种日本九州地方的调味料。

## 成分
一般制作的材料包括香橙（又稱羅漢橙，日語稱“柚子”）表皮、青辣椒和盐。九州方言所稱之“胡椒”乃辣椒。